# Ottweiler
Ne doit pas être confondu avec Ottwiller
Ottweiler (en Sarrois Oddweller & Oodwiller) est une ville du Land de Sarre, en Allemagne, et le chef-lieu de l'arrondissement de Neunkirchen.
Elle est jumelée avec Vrilissia en Grèce et Saint-Rémy (Saône-et-Loire).

## Histoire
| Appartenances historiques Comté de Sarrebruck 1080-1391 Nassau-Sarrebruck 1391-1640 Comté de Nassau-Ottweiler 1640-1728 Nassau-Sarrebruck 1728-1797 République cisrhénane (Sarre) 1797-1802 République française (Sarre) 1802-1804 Empire français (Sarre) 1804-1813 Royaume de Prusse (Grand-duché du Bas-Rhin) 1815-1822 Royaume de Prusse (Province de Rhénanie) 1822-1918 République de Weimar 1918-1920 Territoire du bassin de la Sarre 1920-1935 Reich allemand 1935-1945 Allemagne occupée 1945-1947 Protectorat de Sarre 1947-1956 Allemagne 1956-présent |